# 泡果沙拐枣
泡果沙拐枣（学名：Calligonum junceum）是蓼科沙拐枣属的植物。分布在哈萨克斯坦、蒙古以及中国大陆的内蒙古、新疆等地，生长于海拔300米至800米的地区，多生于洪积扇的砾石荒漠，目前尚未由人工引种栽培。